# Pieve Porto Morone
Pieve Porto Morone (Piev Porta Murón in dialetto pavese) è un comune italiano di 2 660 abitanti della provincia di Pavia in Lombardia. Si trova nel Pavese sudorientale, a breve distanza dalla riva sinistra del Po, al confine con la provincia di Piacenza.

## Storia
Nel 1014 l'imperatore Enrico II concesse Pieve Porto Morone al monastero di San Felice.  Nel 1160 il luogo era difeso da una torre posta sul Po. Appare con il nome di Plebs Portus Moroni nel diploma con cui, nel 1164, l'imperatore Federico I concesse a Pavia la giurisdizione sull'Oltrepò Pavese, la Lomellina e anche alcune località periferiche del Pavese (come Pieve Porto Morone) che probabilmente non le appartenevano già. Fu tra i possedimenti dell'antica abbazia di Santa Cristina di Olona, il vicino monastero di fondazione Longobarda, e poi signoria dei conti di Rovescala, discendenti dei conti di Pavia, dal 1228. Appartenne alla Campagna Sottana pavese, e come molti paesi circostanti nel XV secolo fu incluso nel Vicariato di Belgioioso che venne infeudato a un ramo cadetto della casa ducale degli Estensi, che confluì per matrimonio nel 1757 nei principi Barbiano di Belgioioso. Il Vicariato aveva come capoluogo Corteolona (Belgioioso infatti, pur dando il nome al Vicariato, non ne faceva parte).
Nel XVIII secolo gli fu annesso il comune di Casone del Mezzano (l'attuale Casoni), e nel 1866 gli fu aggregato il soppresso comune di Mezzano Parpanese.

### Simboli
Lo stemma e il gonfalone sono stati concessi con decreto del presidente della Repubblica del 28 ottobre 1982.
Il nome del paese è ricordato dagli elementi dello stemma: la chiesa (pieve), un ponte di barche sul fiume Po e il gelso, detto anche morone.
Il gonfalone è un drappo troncato di bianco e di azzurro.

## Società

### Evoluzione demografica
Abitanti censiti